# Weiden in der Oberpfalz
Weiden in der Oberpfalz és una ciutat de Baviera (Alemanya). És un dels districtes urbans de la regió de l'Alt Palatinat i té una població de 42.058 habitants (2009). La ciutat està situada a 100 km a l'est de Nuremberg i a 35 km a l'oest de la frontera amb la República Txeca.